# جوردن ديكسترا
جوردن ديكسترا (بالإنجليزية: Jordan Dykstra)‏ هو ملحن أمريكي، ولد في 26 يناير 1985.

## وصلات خارجية
- جوردن ديكسترا على موقع IMDb (الإنجليزية)
- جوردن ديكسترا على موقع ميوزك برينز (الإنجليزية)

- الموقع الرسمي